# Валківський (струмок)
Валківський (рос. Валковский; Ручей Великовский) — струмок (річка) в Росії у Бєлгородському районі Бєлгородської області. Ліва притока річки Уди (басейн Азовського моря).

## Опис
Довжина струмка приблизно 5,87 км, найкоротша відстань між витоком і гирлом — 5,22 км, коефіцієнт звивистості річки — 1,12. Формується декількома безіменними струмками та загатою.

## Розташування
Бере початок на західній стороні від селища Октябрський. Тече переважно на південний захід через колишнє село Валковський і на південно-східній околиці села Щетинівки впадає в річку Уду, праву притоку Сіверського Дінця.